# Cakung
Cakung è un sottodistretto (in indonesiano: kecamatan) di Giacarta Orientale, che a sua volta è una suddivisione di Giacarta, la capitale dell'Indonesia.

## Suddivisioni
Il sottodistretto è suddiviso in sette villaggi amministrativi (in indonesiano: kelurahan):
- Cakung Timur
- Cakung Barat
- Rawa Terate
- Jatinegara
- Penggilingan
- Pulogebang
- Ujung Menteng